# Deutsche Schülernationalmannschaft
Die deutsche Schülernationalmannschaft wurde 1956 vom DFB gegründet. Sie setzte sich aus 15-jährigen Talenten zusammen. Sie ist vergleichbar mit der heutigen U16-Nationalmannschaft.

## Entwicklung
Sie spielte anfangs nur ein- bis zweimal jährlich (Ostern) gegen britische Mannschaften (England, Schottland, Wales). Das erste Länderspiel fand am 23. April 1956 in Portsmouth gegen England statt. Erstmals ging es im Jahre 1967 gegen die Niederlande und 1970 am 27. September in Berlin gegen Frankreich. Ab dem Jahre 1974 wurden in Frankreich regelmäßig sogenannte Lehrgänge zur Bildung der neuen U-15-Nationalmannschaft mit jeweils zwei Länderspielen durchgeführt. Höhepunkte waren dann immer zum Abschluss der Saison zwei Spiele gegen England (im jährlichen Wechsel entweder in Wembley oder in Berlin) vor gut 60.000 meist jugendlichen Zuschauern. Im Jahr 1975 führte der DFB ein „1. Internationales Schülerturnier“ in den Städten Gelsenkirchen, Lüdenscheid, Bielefeld und Dortmund gegen die Republik Irland (1:0), Schweiz (6:0), Wales (3:1) und England (2:4) durch. 1979 nahm die Schülernationalelf an einem „Internationalen Schülerturnier in England“ teil.
Einer der höchsten Siege gelang der deutschen Schülernationalmannschaft am 13. Mai 1982 in Frankfurt am Main. Die Mannschaft von Trainer Holger Osieck bezwang England mit 3:0. Die damalige Aufstellung: Kubik (Preussen Krefeld), Knäbel (VfL Bochum), Grün (1. FC Köln), Weinrich (SpVgg Bayreuth), Schäfer (CSC Kassel), Goschler (VfL Neuhofen), Krümpelmann (Fortuna Düsseldorf), Klaus (1. FC Nürnberg), Janßen (Bayer 05 Uerdingen), Simmes (Borussia Dortmund) und Hahn (VfL Kamen).
Die traditionellen Schüler-Länderspiele gegen England fanden 1998 das letzte Mal statt. Länderspiele gegen Frankreich bilden nun den Saisonabschluss. Seit 2001 wird die U16-Nationalmannschaft als Schülernationalmannschaft bezeichnet. Den Weg vom Schülernationalspieler bis zum A-Nationalspieler haben nur die wenigsten geschafft.